# Paulo Eduardo Martins
Paulo Eduardo Lima Martins (Presidente Venceslau, 20 de abril de 1981) é um jornalista e político brasileiro, filiado ao Partido Novo (NOVO). É o atual vice-prefeito de Curitiba. Anteriormente exerceu o cargo de Deputado Federal pelo Paraná por duas legislaturas.

## Biografia
Nascido em 20 de abril de 1981 em Presidente Venceslau, é um jornalista brasileiro, exercendo a atividade de comentarista do programa SBT Paraná da Rede Massa de Curitiba, filiada ao SBT. Em 2014, as vésperas das Eleições Presidenciais, foi afastado pela direção da emissora, por conta de suas críticas direcionadas a presidente Dilma Rousseff, ao governo e ao Partido dos Trabalhadores. Contudo, foi novamente reintegrado a equipe do programa.
Nas eleições de 2014 concorreu a uma vaga na Câmara dos Deputados pelo PSC do Paraná, obtendo 63.970 votos (1,13%), sendo eleito o quarto suplente da coligação PSDB/DEM/PR/PSC/PTdoB/PP/SD/PSD/PPS. Contudo, tomou posse em 17 de março de 2016, após o afastamento dos titulares Valdir Rossoni (PSDB) e Edmar Arruda (PSC); o impedimento do primeiro suplente, Osmar Bertoldi (DEM), que estava preso ou foragido; e a licença do segundo-suplente, Reinhold Stephanes (PSD), nomeado secretário no governo do Paraná.
Tanto na sua atuação como jornalista e comentarista quanto como Deputado Federal, tem expressado posições conservadoras no sentido social e liberais no sentido econômico. A exemplo disto, tem se manifestado contra o estatuto do desarmamento, o aborto e legalização das drogas. No sentido econômico, entre alguns posicionamentos, está a defesa da privatização das estatais, redução da carga tributaria, a redução do controle estatal sobre a economia, flexibilização das leis trabalhistas e diminuição do poder dos sindicatos. Além disso, é a favor a restauração da monarquia brasileira.
Entre as medidas que propôs nesse sentido, foi a proposta de emenda ao Projeto de Lei da reforma trabalhista que torna o imposto sindical facultativo aos trabalhadores. Também defendeu o Projeto de Lei da reforma previdenciária e a PEC 241 que visa limitar os gastos do governo federal por meio a implantação de um teto de gastos.[carece de fontes?] Propôs também o Projeto de Lei 6.230/2016 que trata sobre o fim da obrigatoriedade da retransmissão do programa de rádio "A voz do Brasil".
Paulo Martins já declarou diversas vezes sua preferência pelo Parlamentarismo monárquico.
Nas Eleições gerais de 2018 se candidatou a uma vaga na Câmara Federal dos Deputados pelo partido PSC, tendo sido eleito com 118.754 votos.
Dia 2 de fevereiro de 2019, tomou posse como Deputado Federal pelo Paraná na 56ª Legislatura do Congresso Nacional. Tornou-se líder do PSC na Câmara dos Deputados, deixando a liderança em 19 de março de 2019, totalizando 44 dias. Em abril, assumiu a presidência do PSC do Paraná.
Ao longo do mandato foi apontado como um dos deputados mais econômicos do país. Em levantamento da Revista VEJA, foi classificado como terceiro deputado do país que menos utilizou a chamada "cota parlamentar" em 2021. Em outras oportunidades tem sido o deputado mais econômico do Paraná e o que menos utiliza dinheiro público.
Foi o relator da medida provisória 871/19, cujo objetivo foi de coibir fraudes no sistema previdenciário, aprovada em junho de 2019. A medida  gera uma economia anual de R$4,3 bilhões à Previdência. O relatório final da MP também endureceu as regras para acesso ao Auxílio Reclusão, o resultado foi a queda de 50,8% de auxílios concedidos.
Dia 13 de maio de 2021, se tornou presidente da comissão da Câmara dos Deputados relativa ao "Voto Impresso".

### Eleição municipal de Curitiba em 2024
Em 2024, foi eleito Vice-prefeito de Curitiba na chapa encabeçada por Eduardo Pimentel (PSD), no segundo turno da eleição municipal de Curitiba, com 531.029 votos, ou 57,64% do votos válidos.
No dia 26 de novembro foi anunciado pelo prefeito eleito como titular da nova secretaria municipal de desenvolvimento econômico.

## Controvérsias
Em junho de 2019, Paulo Eduardo Martins ajudou a divulgar notícia falsa envolvendo os jornalistas do The Intercept, após ter repassado textos e fotos que mencionavam que Greenwald foi acusado de terrorismo e condenado por crime contra a segurança do Reino Unido, além de conteúdos sobre a Vaza Jato.
A atitude do político é reincidente, pois em dezembro de 2018, seu perfil da rede social Facebook foi excluída sob a alegação, dos administradores da rede, de "spams, notícias falsas, bem como a utilização de identidades falsas".
Durante a pandemia de COVID-19, enquanto deputado, Martins defendeu a liberdade de escolha em relação à vacinação contra a COVID-19, criticando a politização do tema e justificando desconfianças em relação a eficácia. A campanha de Luciano Ducci, na eleição municipal em 2024, alegava que Martins foi contra as vacinas, garantindo direito de resposta por parte da coligação de Paulo e Eduardo.

## Histórico Eleitoral
| Ano  | Eleição                | Partido | Cargo                                         | Votos     | %                 | Resultado  | Ref    |
| ---- | ---------------------- | ------- | --------------------------------------------- | --------- | ----------------- | ---------- | ------ |
| 2014 | Estaduais no Paraná    | PSC     | Deputado Federal                              | 63.970    | 1,13%             | Suplente   | [ 40 ] |
| 2018 | Estaduais no Paraná    | PSC     | Deputado Federal                              | 118.754   | 2,07%             | Eleito     | [ 41 ] |
| 2022 | Estaduais no Paraná    | PL      | Senador                                       | 1.697.962 | 29,12%            | Não eleito | [ 42 ] |
| 2024 | Municipais de Curitiba | PL      | Vice-prefeito Titular: Eduardo Pimentel (PSD) | 313.347   | 33,51% (1º Turno) | Eleito     | [ 43 ] |
| 2024 | Municipais de Curitiba | PL      | Vice-prefeito Titular: Eduardo Pimentel (PSD) | 531.029   | 57,64% (2º Turno) | Eleito     | [ 43 ] |